# Heliga stolen
Heliga stolen (italienska: Santa Sede, latin: Sancta Sedes), även påvliga stolen eller påvedömet, är påvens säte som biskop av staden Rom, varigenom denne utövar sin kanoniska jurisdiktion inte enbart över det omedelbara biskopsdömet utan även över hela den Romersk-katolska kyrkans organisation. Påvens uppgift är att leda den Katolska kyrkan och dess 1,4 miljarder medlemmar världen över, och till sin hjälp har han kurian, som fungerar som kyrkans regering och centrala förvaltning. 
Den heliga stolen är skild från Vatikanstaten. Vatikanstaten etablerades genom Lateranfördraget 1929 och är världens till ytan minsta stat med ett invånarantal som är färre än tusen personer. Genom sitt säte som biskop av Rom verkar dock påven även som världslig furste över det territorium som utgör denna kyrkliga stadsstat. Som statschef för världens minsta stat har påven en begränsad internationell roll att spela, men som religiös ledare för en sjättedel av världens befolkning är han desto mer betydelsefull. Ambassadörer blir därför ackrediterade till Heliga stolen, och inte till fursten av Vatikanstaten.

## Internationell status
Trots att den heliga stolen saknar eget territorium erkänns den ändå som ett internationellt rättssubjekt, och 2009 hade den diplomatiska relationer med 176 stater. Fram till Italiens enande 1870 var påven suverän världslig furste över Kyrkostatens territorium på den italienska halvön, men även efter dess fall fortsatte många stater att behandla den heliga stolen som en suverän entitet.
Heliga stolen är idag medlem i flera internationella organisationer, exempelvis Organisationen för säkerhet och samarbete i Europa, Internationella atomenergiorganet och UNHCR, samt har permanent observatörsstatus i bland annat FN:s generalförsamling, Europarådet, Unesco, Världshandelsorganisationen och FAO. Heliga stolen har även diplomatiska relationer med organisationer som Europeiska unionen och Malteserorden, och speciella diplomatiska förbindelser med Ryssland, samt med PLO. Heliga stolen har som enda internationella rättssubjekt i Europa diplomatiska relationer med Republiken Kina på ön Taiwan, och saknar följaktligen motsvarande förbindelser med Folkrepubliken Kina.

## Organisation
De olika organ som tillhör Heliga stolen ligger endast delvis inom Vatikanens område. De byggnader i Rom som tillhör Heliga stolen har av Italien givits exterritorialitet, på motsvarande sätt som ambassader. Vissa av Heliga stolens organ som ligger inom Vatikanstatens territorium uppfattas ibland felaktigt som om de vore en del av Vatikanstatens organisation. Exempelvis har Vatikanstaten inte någon egen utrikespolitik utan denna sköts av Heliga stolen, och detta gör att Kardinalstatssekreteraren felaktigt kan uppfattas som Vatikanstatens utrikesminister trots att denne inte har någon egentlig koppling till den lilla stadsstaten. Schweizergardet är en militär styrka som lyder under Heliga stolen, men som är posterad inom Vatikanstatens område. Vissa andra funktioner är specifika för just Vatikanstaten utan koppling till Heliga stolen, exempelvis Vatikanstatens gendarmeri och de påvliga euromynten som utgör dess polis- och myntväsen.